# Gut Keudelstein

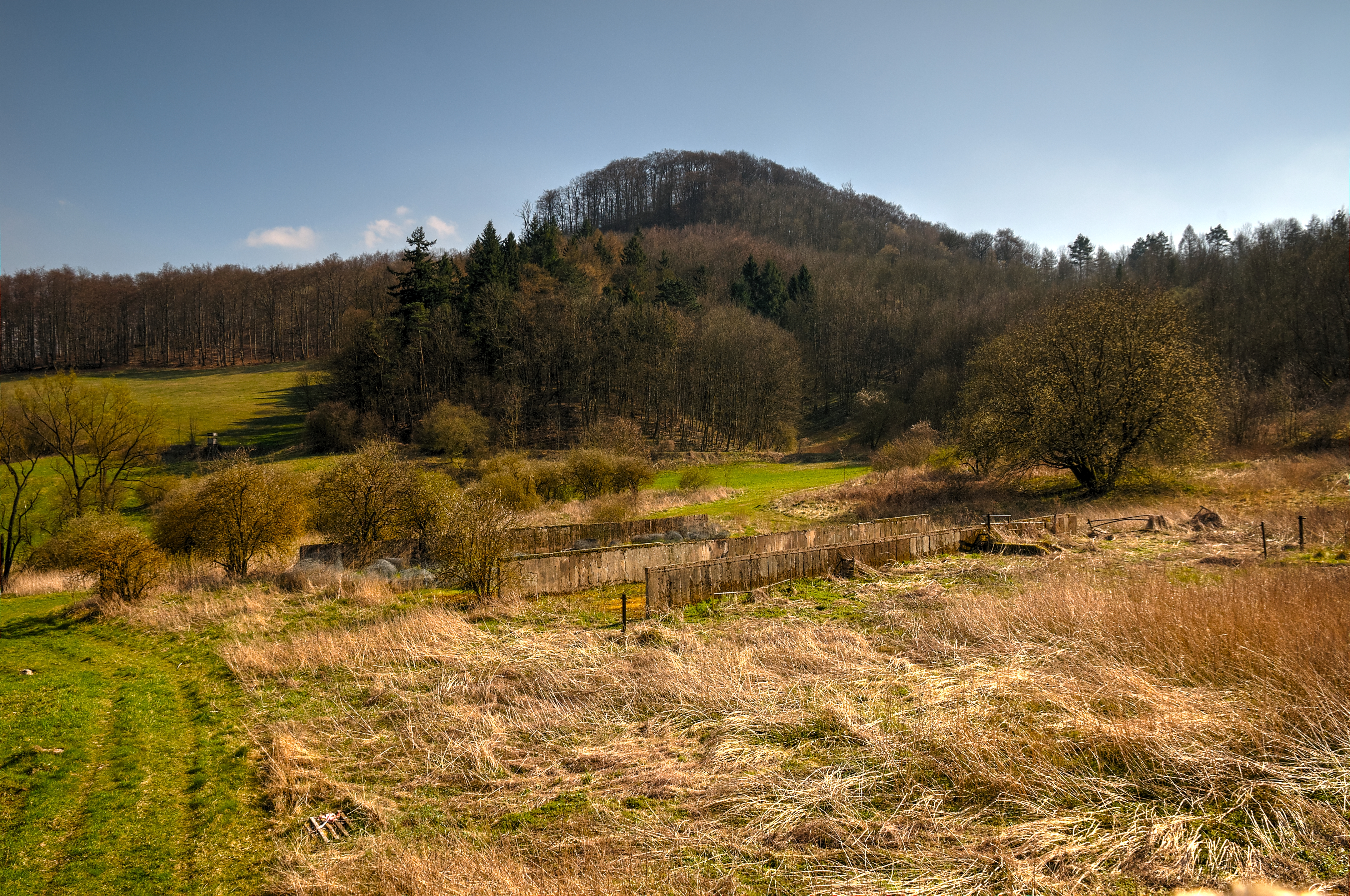
Gut-Keudelstein unter der Keudelskuppe

Das Gut Keudelstein, auch Schloss Keudelstein genannt, ist eine Wüstung im Landkreis Eichsfeld in Thüringen.

## Lage
Das ehemalige Gut Keudelstein befindet sich unterhalb der Keudelskuppe (485 m) im Südeichsfeld, ungefähr zwei Kilometer ostsüdöstlich des Dorfes Döringsdorf unmittelbar an der thüringisch-hessischen Landesgrenze. Weitere Nachbarorte sind die zum Unstrut-Hainich-Kreis gehörenden Orte Lengenfeld unterm Stein im Osten und Hildebrandshausen im Südosten sowie das hessische Wanfried im Süden.

## Wüstung Kubstedt
Die durch Steinbrüche gestörte Kuppe hat wahrscheinlich in frühgeschichtlichen Zeit eine Befestigungsanlage (Burg Plesse oder Keudelstein) getragen. Von Gottschalk III. von Plesse wurde vermutlich in der Mitte des 13. Jahrhunderts eine Burganlage erbaut, der die Grenze zu Hessen im Auftrag von Kurmainz sichern sollte. Die oberirdischen Burganlagen bestanden wohl aus Holz, steinerne Zeugen sind heute nicht mehr nachweisbar. Im Gelände sind aber noch Gräben für eine Haupt- und Vorburg erkennbar.
Die Flächen am Fuß dieser vorgeschichtlichen Verteidigungsanlagen haben sicher zur Versorgung der sich dort schützend untergebrachten Menschen und Haustiere gehört. Eine erste mittelalterliche Ansiedlung erfolgte vermutlich nach Errichtung der Burg. Eine Namensherkunft für den 1354 als Kywolsdorff erwähnten Ort Kubsdorf ist nicht zu klären. Im 13. Jahrhundert sind aber bereits zwei Herren von Keudell zu Kubstedt erwähnt (1227 Albertus und 1271 Reinhold). Reinhard Keudel war um 1350 Burgmann auf Bischofstein und wurde von Kurmainz mit zwei Hufen in Bebendorf, dem Burglehn, Dorf Kywobsdorf und der Wüstung Wintersdorf belehnt, 1354 übernahm er das Achtel der Hälfte von Bischofstein von Berthold und Berlt von Netra und Heinrich von Worbis. Irgendwann verlor dieser Verteidigungsposten die Bedeutung und auch das Gut wurde um 1500 als wüst erwähnt.

## Geschichte des Gutes

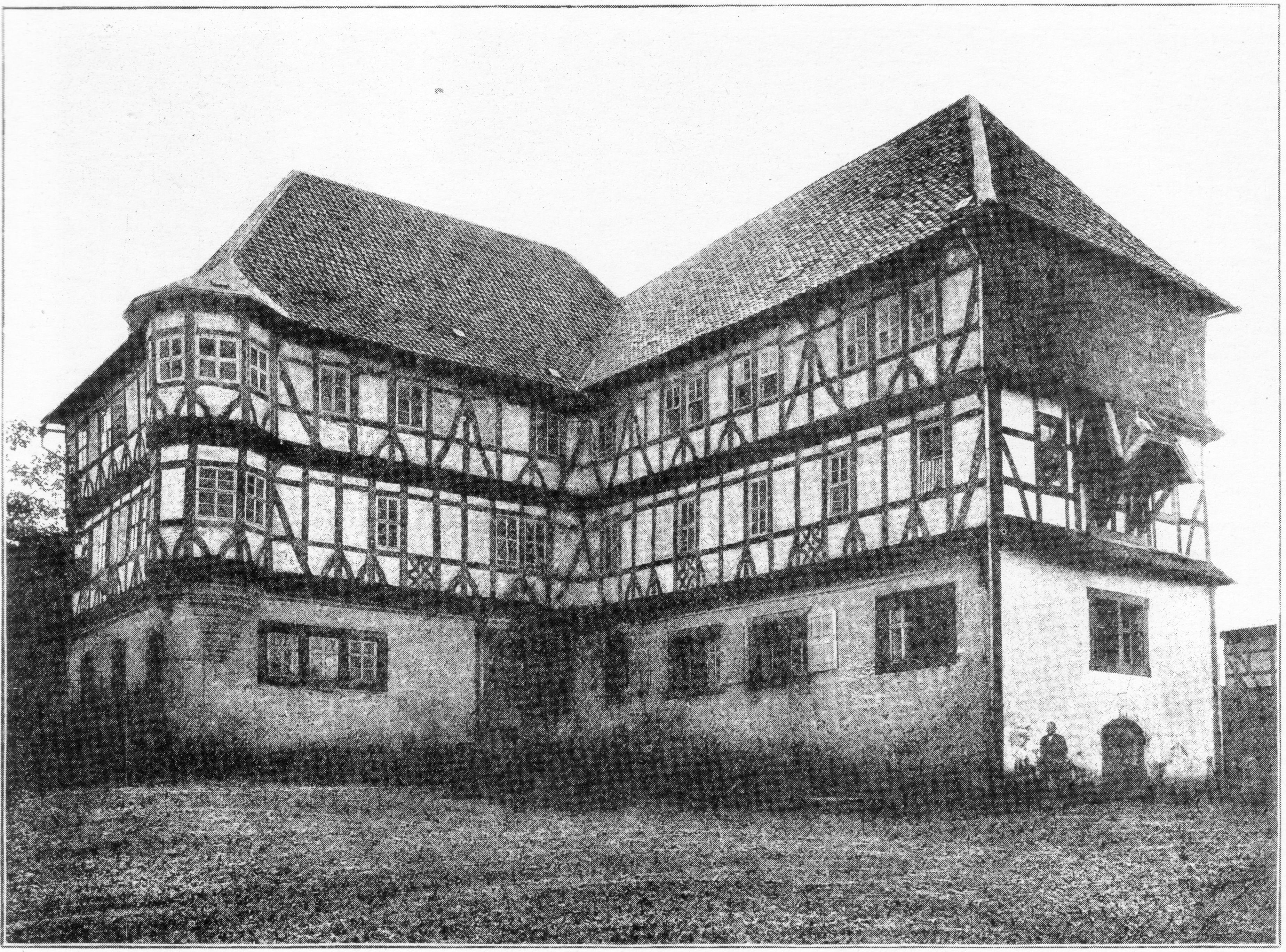
Herrenhaus („Schloss“) Keudelstein um 1905

Die Ritter von Keudell waren auch Pfandbesitzer der Burg Bischofstein, so 1531 Reinhard Keudell. Dessen Nachfahre Berlt Keudell errichtete ab 1583 das Vorwerk, welches bis 1669 etappenweise ausgebaut wurde. Es entwickelte sich zum Stammsitz der adligen Familie von Keudell. Das Keudellsche Gericht hatte seinen Sitz in Hildebrandshausen und umfasste nur das nahe Umfeld des Gutes und ehemaligen Burgbezirkes. Mit dem Vertrag von 1586 erhielt Berlt von Keudell für das Gericht die Hälfte der peinlichen Gerichtsbarkeit vom Mainzer Kurfürsten. Vermutlich geht dieses Gericht auf ein älteres Gericht zurück, mehrere historische Flurnamen aus dem Umfeld des Keudelstein verweisen darauf, wie das Vokemal, die Centsteine und der Galgenrain.
Um 1669 wurde das stattliche Herrenhaus erbaut, das Portal zeigte die Inschrift „Georg Sebastian V. Keudel Schwebde X Anna Elisabetha v. Lütter“ und die Jahreszahl 1669, sowie die beiden Wappen der Eheleute. Mehrere Eigner bewirtschafteten unter den Wirren der Zeit das Anwesen. Nach dem Walrab von Keudell ohne Nachfahren starb, gelangte der Besitz des Gutes und das Gerichtes an Kurmainz und wurde dem mt Bischofstein zugeordnet. 1901 kaufte Alexander von Keudell aus Eschwege das Gut seiner Gründungsvorfahren für 21.000 Mark zurück. 1910 wohnten auf dem Gut Keudelstein 48 Personen. Zum Gut gehörte auch noch ein benachbartes Forsthaus.
1945 wurde in Durchführung des Potsdamer Abkommens die Bodenreform auf der Fläche von 213 Hektar und dem gesamten Inventar durchgeführt. Alexander von Keudells Erben wurde enteignet. Am 2. Juni 1948 wurde ein Teil des dreistöckigen Herrenhauses abgebrochen, um Baumaterial für Neubauernstellen zu gewinnen. Das Erdgeschoss und die Kellergewölbe des Herrenhauses blieben stehen. Das Volkseigene Gut Großtöpfer und die Landwirtschaftliche Produktionsgenossenschaft Hildebrandshausen bewirtschafteten später alle Flächen, auch die der Neubauern und des Restgutes. Die Restgebäude des Gutes wurden von der LPG genutzt. Da diese Gebäude direkt an der Innerdeutschen Grenze lagen, sollten sie beseitigt werden. 1978 erging der Befehl zum vollständigen Abriss des Gutes, um Fluchten aus der DDR zu verhindern. 1990–2006 bewirtschaftet die Agrargenossenschaft Lengenfeld unterm Stein e.G. den Hof und nutzte das ehemalige Gutsgelände.

## Heute
Auf dem Gutsgelände findet man nur noch Reste von Kellergewölben. Lediglich zwei Steinfiguren des Portals konnte vor dem Abriss gerettet werden und stehen heute bei der Heiligenstädter Marienkirche. Mehrere Wanderwege erschließen die Gegend entlang des Grünen Bandes. Ein Bürger aus Lengenfeld unterm Stein erwarb 2007 das ehemalige Gutsgelände mit einer Fläche von 11.000 m² und legte einen Teich an, der als Biotop das ehemalige Gutsgelände bereichern wird.